# 讷维尔圣瓦
讷维尔圣瓦（法語：Neuville-Saint-Vaast，法語發音：[nøvil sɛ̃ va]）是法国上法蘭西大區加来海峡省的一个市镇，属于阿拉斯区。

## 地理
讷维尔圣瓦（50°21'20"N, 2°45'29"E）面积12.59 平方千米，位于法国上法蘭西大區加来海峡省，该省份为法国北部沿海省份，西北濒北海，南至索姆省，东临北部省。
与讷维尔圣瓦接壤的市镇（或旧市镇、城区）包括：维米、昂赞-圣欧班、卡朗西、埃屈里、日旺希昂戈埃勒、马勒伊、蒙圣埃卢瓦、罗克兰库尔、圣卡特琳、苏谢、泰吕。
讷维尔圣瓦的时区为UTC+01:00、UTC+02:00（夏令时）。

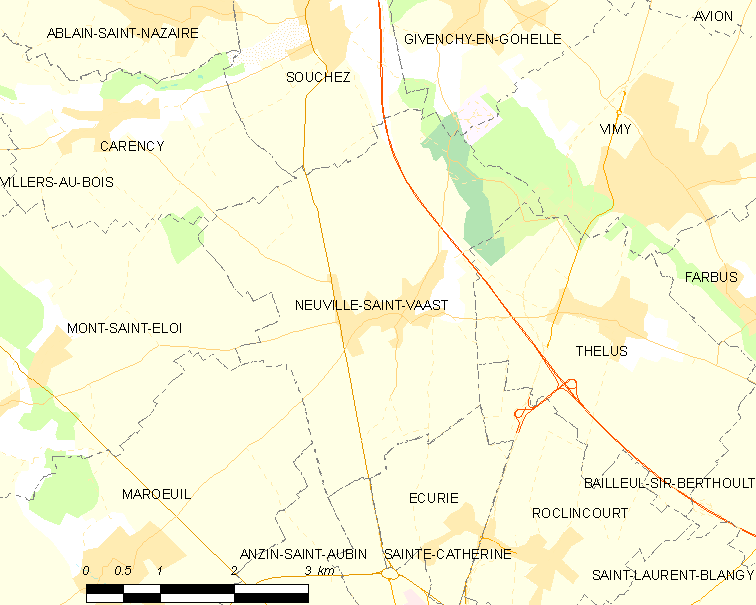
讷维尔圣瓦的OSM定位图

## 行政
讷维尔圣瓦的邮政编码为62580，INSEE市镇编码为62609。

## 政治
讷维尔圣瓦所属的省级选区为阿拉斯第一县。

## 人口

1962-2008年间讷维尔圣瓦人口变化图示

讷维尔圣瓦于2022年1月1日时的人口数量为1626人。